# Banana Mecânica (grupo)
Banana Mecânica foi como ficou conhecido o grupo humorístico antes conhecido como Hermes & Renato quando atuavam no programa Legendários, da Rede Record. A mudança do nome ocorreu porque a antiga emissora do grupo, MTV Brasil, não liberou o nome e nem os antigos personagens para o grupo usar na atração comandada por Marcos Mion na nova emissora, com exceção das apresentações da banda Massacration.
No início do programa, em abril de 2010, o grupo iniciou uma votação na internet para a escolha de um novo nome. Após dois meses, Banana Mecânica foi escolhido como novo nome do grupo. Em março de 2012, Bruno Sutter deixa o grupo e volta para a MTV Brasil, onde apresentou um programa humorístico musical chamado Rocka Rolla.
Em 15 de fevereiro de 2013, a MTV Brasil anunciou a recontratação do grupo, que volta a usar o nome de Hermes e Renato. Marcos Mion, líder do Legendários, informou que do grupo Banana Mecânica continuaria no programa apenas o personagem Tião, interpretado pelo comediante Felipe Torres. Felipe continuou no Legendários e, em paralelo, atuou com o grupo Hermes e Renato na volta à MTV Brasil.

## Personagens
- Melado: Paródia de Boy bands, como New Kids on the Block e principalmente o grupo Menudo, boy band de sucesso dos anos 80. Todos do grupo interpretam, incluindo o apresentador Marcos Mion.
- Tião: Dono de uma série de empreendimentos comerciais - entre eles, um ferro velho - e também chapeiro de lanchonete. Uma de suas primeiras participações foram no quadro Shop Shop. Sua marca registrada é a famosa expressão ÉHHH. É interpretado pelo humorista Felipe Torres. É o único personagem que continuou no programa após a saída do grupo para a MTV Brasil.
- Henrique: Apresentador do Shop Shop. Personagem interpretado por Bruno Sutter.
- Paulo Tofú: Verdadeiro amante da Natureza e do Planeta Terra, Tofú (Marco Antônio Alves) vive em uma ilha deserta, se alimenta apenas de comidas naturais, e tudo que possui, é feito de Bambu. Inclusive sua Bicicleta e seu Celular. Apareceu pela primeira vez no programa Repórter Boato.
- Mauro Gargamel: Apresentador do Reporter Boato, Gargamel é um homem que vive fora de seu tempo, sempre sério e agressivo. Costuma pronunciar palavras de jeito errado, como E-Mail. Interpretado por Fausto Fanti.
- MC Claudinho: Também interpretado por Fanti, Claudinho é uma sátira dos cantores de Funk carioca. Apareceu na segunda edição do Repórter Boato. Sua frase mais famosa é Tem coisa pior na novela das 8.
- Lagartixa: Travesti e dançarina do MC Claudinho. Personagem interpretado por Adriano Pereira.

## Quadros
- Manos da Vila Olímpia: Quadro que conta a história de 3 jovens da classe alta da sociedade paulista que sempre se metem em altas confusões. Os três costumam ficar sempre com o som alto do carro em qualquer Posto de abastecimento e gastam todo o seu dinheiro em Raves e Viagens. São interpretados por Felipe Torres, Fausto Fanti e Marco Antônio Alves.
- Shop Shop: Paródia do programa Shop Tour, em que o personagem Henrique (Bruno Sutter) anuncia produtos de Tião (Felipe Torres), que esse mesmo sempre fala: ÉHHH.
- Repórter Boato: Visível paródia ao Câmera Record, é um quadro de "reportagens investigativas" retratadas de forma humorada. Apresentação de Mauro Gargamel (Fausto Fanti).
- Os Mutontos: Caminhos Encarniçados: Novela fictícia de nome parecido com o da novela Os Mutantes - Caminhos do Coração, mas o quadro, na verdade, á uma paródia do grupo fictício "X-men", com personagens como Professor Chico Xavier (paródia de Charles Xavier).